# Егоров, Юрий Александрович
Ю́рий Алекса́ндрович Его́ров (28 мая 1954, Казань — 16 апреля 1988, Амстердам) — советско-нидерландский пианист.

## Биография
Учился в средней специальной музыкальной школе при Казанской консерватории у Ирины Дубининой, затем окончил Московскую консерваторию у Якова Зака. Обладатель третьих премий трёх наиболее важных международных пианистических конкурсов: Международного конкурса имени Маргерит Лонг (1971), Международного конкурса имени Чайковского (1974) и Международного конкурса имени королевы Елизаветы (1975).
В 1976 году во время гастрольной поездки по Италии обратился с просьбой о предоставлении политического убежища. Обосновался в Нидерландах — возможно, в связи с тем, что в этой стране было наиболее свободное отношение к гомосексуальности: по словам Егорова в одном из интервью,

В России невозможно жить. Это же смешно, что некоторые книги нельзя читать или просто нельзя играть какую-то музыку — Шёнберга и Штокхаузена, например, как декадентское капиталистическое искусство. Кроме того, я гей. В России рассматривают гомосексуальность как форму сумасшествия. Я жил с комплексом, что я психически болен. А если ваша гомосексуальность обнаружится, вам полагается от пяти до семи лет лишения свободы. Я должен был скрываться, а я это ненавижу.

Гастролировал по Европе и США, принял участие в Конкурсе пианистов имени Вана Клиберна, где не вышел в финал, однако восхищённая манерой Егорова публика собрала для него сумму в 10 000 долларов, эквивалентную материальному наполнению первой премии. 16 декабря 1978 г. дебютировал в Карнеги-холле. Записал для лейбла EMI несколько альбомов фортепианной музыки Франца Шуберта, Роберта Шумана, Фредерика Шопена и Клода Дебюсси, на других студиях вышли, в частности, два фортепианных концерта Моцарта (с оркестром «Филармония» под управлением Вольфганга Заваллиша), сонаты для скрипки и фортепиано Шуберта, Брамса и Бартока (с Эмми Верхей) и др. Егорова называли то новым Горовицем, то новым Липатти. По словам Жан-Пьера Тиоле, Егоров помнится любителям музыки «невероятной тонкостью и ясностью игры».
Умер от заболеваний, связанных со СПИДом.